# Pierre Sala

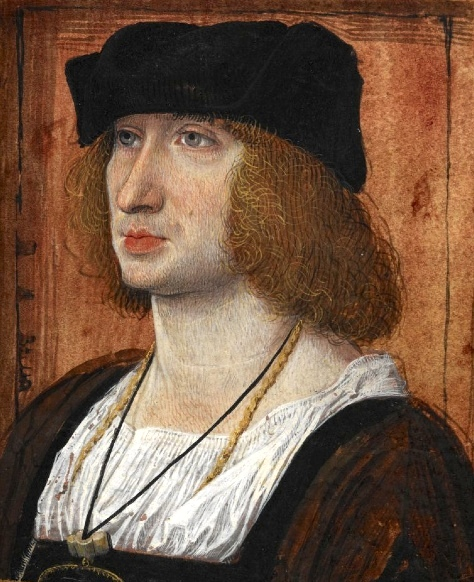
Pierre Sala

Pierre Sala (* 1457 in Lyon; † 1529) war ein französischer Schriftsteller.

## Leben und Werk
Pierre Sala stand im Dienst der französischen Könige Karl IX., Ludwig XII. und Franz I. Er baute in Lyon (5. Arrondissement) das noch heute bekannte Gebäude Antiquaille, in dem 1522 Franz I. zu Gast war.

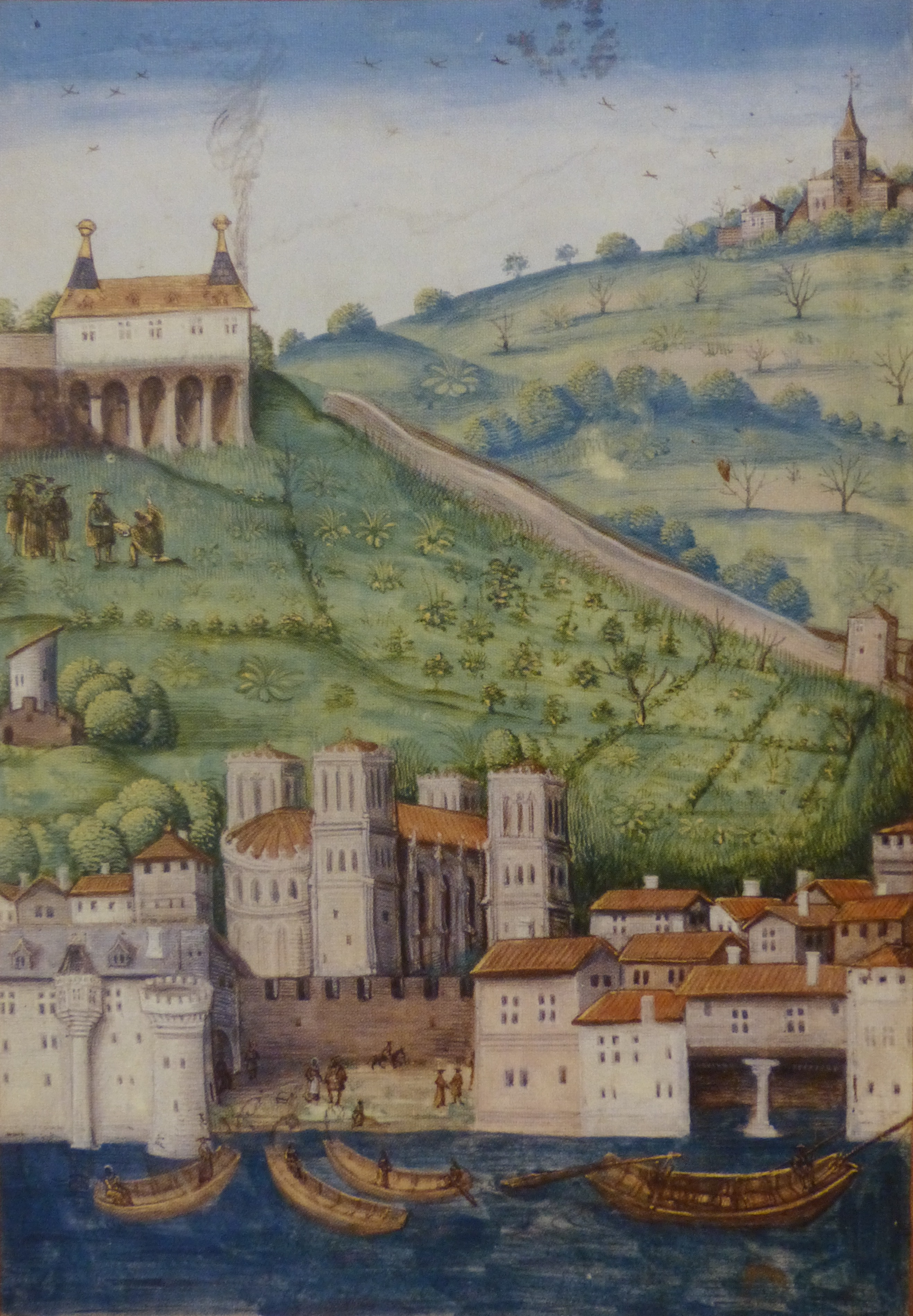
Haus von Pierre Sala (oben) mit Kathedrale und Landung König Franz I. 1523

Als Schriftsteller gehörte er zu den humanistischen Autoren, die mittelalterliche Romane im Stil der Zeit umschrieben. So ist sein Tristanroman, in dem König Artus jovial wirkt und Tristan auch komische Züge trägt, nach dem Urteil von Michel Simonin sehr angenehm zu lesen. Moderne Ausgaben seiner Werke liegen vor.
In Lyon (2. Arrondissement) trägt eine Straße seinen Namen.

## Werke (Auswahl)
- Le Livre d’amitié, dédié à Jehan de Paris par l’escuyer Pierre Sala, Lyonnois. Hrsg. Georges Guigue. H. Georg, Lyon 1884.
- Tristan, roman d’aventures du XVIe siècle. Hrsg. Lynette Muir. Droz, Genf 1958.
- Petit livre d’amour. Stowe Ms 955, British Library, London. Kommentar von Janet Backhouse und Yves Giraud. Faksimile Verlag, Luzern 1994. (ins Deutsche übersetzt von Karin Lauer und Monika Buchgeister, ins Französische übersetzt von Jeanne Bouniort, ins Englische übersetzt von Murray Wyllie)
- Le chevalier au lion. Hrsg. Pierre Servet. H. Champion, Paris 1996.
- Tristan et Lancelot. Hrsg. Francesco Benozzo. Orso, Alassandria 2001. (kritische Ausgabe)
- Tristan. Hrsg. Chantal Verchère.  H. Champion, Paris 2008. (kritische Ausgabe)